# 盛夏の杜
『盛夏の杜』（せいかのもり）は、Guts!から2001年3月16日に発売されたアダルトゲームソフト。

## あらすじ
水野誠司は地元の成人式に出席するため、久々に帰省した。この村では若者が少ないため、1月ではなく8月に成人式をおこなうのだ。夏祭りもあるので、これも目当てで帰ったのだ。

## 特徴
神社や夏祭りなどのように昔ながらの情緒が残る、山に囲まれた片田舎の故郷を舞台とした、ノスタルジー志向の恋愛アドベンチャーゲーム。
おしっこ漫画家として知られるぢたま(某)を原画に起用し、「純愛放尿ノベル」が謳い文句となっているが、あくまで表現の一部としての付加的な要素となっており、放尿がメインの作品というわけではない。放尿シーンのアニメーションはマシンパワーが足りないと再生されないが、別途BMPファイルとして該当シーンのカットがCDに収録されている。

## システム
シナリオの分岐は流れ図として図示することができる。共通パートの一部には繋がりが明示されない孤島もある。流れ図から任意の場面を選択して再開することも可能。その場合は最後にその場面を通ったときのフラグ類が適用される。

## 登場人物
水野誠司（みずの せいじ）
本作の主人公。
滝川あゆみ（たきがわ あゆみ）
声：深井晴花
誠司と同郷の出身で、誠司とは友達以上恋人未満の関係。兄がいる。
宮下恵（みやした めぐみ）
声：みる
誠司とは幼稚園からの幼馴染。
斎藤綾子（さいとう あやこ）
声：神無月ほのか
誠司のかつてのクラスメイト。
水野美由紀（みずの みゆき）
声：井村屋さくら
義理の妹だが、義理であることをまだ知らない。
杉田健一（すぎた けんいち）
主人公とは幼馴染の友人男性。既婚。

## スタッフ
- 原画：ぢたま(某)
- シナリオ：羽室奏一

## 主題歌
エンディングテーマ「卒業」
作詞：山田俊哉／作曲：／歌：みる
挿入歌「あなたと フル・スロットル」
作詞：羽室奏一